# Hamburger Rundschau
Die Hamburger Rundschau (HR) war eine regionale deutsche Wochenzeitung für Hamburg und Umgebung. Sie wurde 1981/82 von einer Initiative für Pressevielfalt ins Leben gerufen.

## Geschichte
Die Hamburger Rundschau wurde von mehreren Journalistinnen und Journalisten verschiedener Medien gegründet und erschien nach zunächst vier Nullnummern ab April 1982 immer donnerstags als Wochenzeitung. Treibende Kräfte waren Klaus Schwidrowski, die NDR-Journalisten Bernd C. Hesslein und Hermann Denecke und der Rechtsanwalt Albrecht Lüders sowie Steuerberater Hermann Buchholz.
Erste Geschäftsführer waren Schwidrowski und Günter Brenken, dann Volker Wulf. Erst zwei Jahre nach der Gründung gab es mit Karsten Peters den ersten offiziellen Chefredakteur, nachdem sich das anfangs verfolgte Konzept, in weitgehend „basisdemokratischen“ Strukturen zu arbeiten, als problematisch erwiesen hatte. Peters wurde 1986 von Ulrike Gröttrup abgelöst.
Die Hamburger Rundschau hatte den Anspruch, als „liberales bis linkes“ Blatt und Projekt eine Alternative zu der – nach Meinung der Initiatoren – politisch einseitigen Berichterstattung der führenden Tageszeitungen der Hansestadt zu sein, namentlich der Springer-Presse. Für den Inhalt war eine aus anfangs elf Personen bestehende Redaktion (fast alle mit Teilzeitverträgen) unter Leitung von Klaus Schwidrowski zuständig.
Das Startkapital hatten – nach dem Vorbild der Kieler Rundschau – mehrere 100 potenzielle Leser durch Zeichnung von Verlagsanteilen als Stille Gesellschafter aufgebracht. Die HR, wie sie landläufig genannt wurde, war ein so genannter selbstverwalteter Betrieb, kurz nach der Gründung wurden die Belegschaftsmitglieder Miteigentümer, was ein relativ kompliziertes Konstrukt aus Gründern und Mitarbeitenden nach sich zog.
Die Zeitung machte sich u. a. einen Namen mit einer kritischen Berichterstattung zur Volkszählung, begleitete über Jahre hinweg ausführlich die Hausbesetzungen in der Hafenstraße und der Bernhard-Nocht-Straße sowie die Anti-AKW-Bewegung in Norddeutschland, ebenso wie mit engagierter Berichterstattung über soziale, Umwelt- und Kulturthemen. In Hamburg legte die Zeitung einen Fokus auf die Lokalpolitik, nicht zuletzt in den Bereichen Wissenschaft, Bau, Inneres und Stadtentwicklung. Sie war zudem für ihre Kultur- und Kinoberichterstattung hoch angesehen. 1983 wurde vor allem von Peter Prior inszeniert die Terminbeilage „Up to dates“ eingeführt, die maßgeblich zu einer verkauften Auflage von rund 15.000 Exemplaren führte. Ende der 1980er begleitete die Zeitung den Höhenflug des FC St. Pauli mit einer regelmäßigen Berichterstattung.
Gleichwohl war die ausschließlich in Hamburg und Umgebung vertriebene Wochenzeitung dauerhaft in finanziellen Problemen, da die Auflage zu gering war, um namhafte Werbeerlöse erzielen zu können. Der Verleger Peter Lohmann konnte als Geschäftsführer gewonnen werden, übergab nach wenigen Monaten aber an Gerd Thomas. Dieser fand schließlich mit dem Grünen-Politiker Joachim (Jo) Müller und dem ehemaligen Spiegel-Verlagsleiter Matthias Ginsberg zwei neue Investoren, die zu der Zeit am Wochenzeitungsprojekt „Neue Depesche“ arbeiteten, das jedoch nie das Licht der Öffentlichkeit erblickte. Das genossenschaftliche Modell endete 1990 mit dem Verkauf an die früheren Bundestagsabgeordneten Matthias Ginsberg (FDP) und „Jo“ Müller (GAL). Jo Müller hatte die Chefredaktion vom ehemaligen Konkret-Redakteur Bernhard Schneidewind übernommen.
Die HR wurde einem Relaunch unterzogen, der grafisch von Karsten Henning umgesetzt wurde. Nach dem Weggang von Thomas zur taz übernahm Müller 1992 auch die Geschäftsführung. Er gewann den Verleger Hans Barlach (Enkel des Künstlers Ernst Barlach), der später auch bei TV Today und der Hamburger Morgenpost einstieg, als Investor. Die Auflage bröckelte jedoch weiter, im Jahr 2000 wurde die Hamburger Rundschau „aufgrund nicht zu bewältigender Altlasten“ eingestellt. Zwischenzeitlich waren auch Bemühungen des Berliner Tagesspiegel, als dessen Beilage die HR zuletzt einmal in der Woche erschienen war, ohne dauerhaften Erfolg geblieben.
Außer der Kieler Rundschau waren auch die Karlsruher Rundschau, die NaNa – Hannoversche Wochenschau, und die Heidelberger Communale Schwesterblätter, später gab es eine sporadische Zusammenarbeit mit der Schweizer WoZ.

## Autoren
Zur Redaktion bzw. den regelmäßigen oder gelegentlichen (Gast-)Autoren der HR gehörten u. a. Bernd C. Hesslein, Ariane Gottberg, Petra Oelker, Peter Prior, Josef Singldinger, Christine Ax, Michael Batz, Hans-Georg Behr, Goetz Buchholz, Martin Buchholz, Marco Carini, Thomas Ebermann, Klaus Geldmacher, Peter Grottian, Arie Goral-Sternheim, Hannes Heer, Walter Jens, Hans-Ulrich Klose, Werner Knobbe, Michael Koglin, Jo Leinen, Ewald Lienen, Peggy Parnass, Olaf Schroeder, Frank Suplie, Jule Philippi, Rainer Trampert. Sigrun Matthiesen, Andreas Wassermann, Helge Hopp, Harald Breuer, Elisabeth Kiderlen, Edith Kohn, Tom Janssen, Udo Knapp, Eva Hubert, J.R.Prüß, Franz Lerchenmüller, Michael Kunitsch, sowie jeweils etliche weitere.
Anzeigenleiterin war in der Zeit von 1994 bis 1997 Bärbel Mesche, die auf Gründungsmitglied Axel Franken folgte.